# 6170 Levasseur
6170 Levasseur (1981 GP) là một tiểu hành tinh bay qua Sao Hỏa được phát hiện ngày 5 tháng 4 năm 1981 bởi E. Bowell ở Flagstaff.